# Temple de Salomon
Pour un article plus général, voir Temple de Jérusalem.
Le temple de Salomon (hébreu : מקדש שלמה miqdash Shlomo), également connu comme le premier temple de Jérusalem — parfois plus simplement comme le Premier Temple —, est selon la Bible hébraïque (I Rois 6-8 et II Chroniques 3-5), un lieu de culte édifié au Xe siècle av. J.-C. par le roi Salomon sur le mont Moria et détruit au VIe siècle lors du siège de Jérusalem par l’armée babylonienne de Nabuchodonosor II.
Conçu par le roi pour centraliser le culte du Dieu Yahweh (ou Yahvé), son hégémonie est remise en cause après sa mort et l’ouverture d’un autre sanctuaire à Béthel, dans le royaume schismatique d’Israël. C’est dans ce laps de temps que se produisent la plupart des faits décrits dans les livres prophétiques.
Le compagnonnage et la franc-maçonnerie intègrent dans leurs rituels de nombreuses références au temple de Salomon : le temple maçonnique en est parfois vu comme une reproduction symbolique.

## Dans la Bible

### Vision

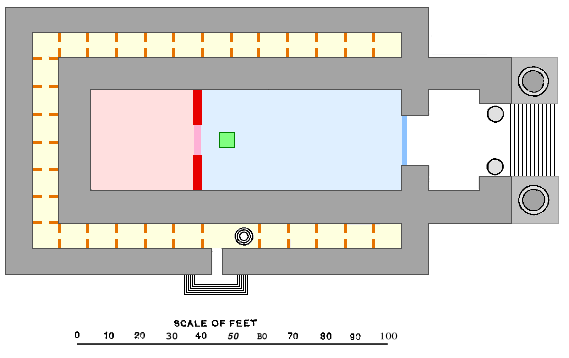
Plan intérieur. En blanc le vestibule, en bleu le Saint, en rose le Saint des saints.

Selon le Deuxième Livre de Samuel chapitre 7 verset 2, le roi David discute avec le prophète Nathan et fait le parallèle avec le fait qu’il habite dans une maison en cèdre tandis que l’Arche d'alliance est dans une tente. Mais Dieu dit au prophète Nathan que ce sera le fils du roi David qui construira le temple.

### Conception
Selon le Premier Livre des Chroniques chapitre 28 verset 11, le roi David a donné les plans du temple à son fils Salomon.

### Construction
Avant sa mort, le roi David rassemble du matériel pour la construction du Temple en grande abondance sur le sommet du mont Moria à Jérusalem (lieu supposé de la ligature d'Isaac), où il a acheté un terrain à Aravna le Jébuséen, sur lequel il réalise des sacrifices.
Le roi de Tyr Hiram Ier envoie du bois, des architectes et des maçons à Salomon pour l'aider à la construction du Temple. Il lui envoie notamment un talentueux artisan : Hiram. Cet artisan moule et dresse les deux colonnes Jakin et Boaz avec leur chapiteau (Jakin ou Jachin, la colonne de droite, et Boaz ou Bohaz, celle de gauche) près du vestibule du Temple, et conçoit une mer d'airain (vasque circulaire) de dix coudées (4,5 m) qui repose sur douze bœufs de bronze, des chaudrons et des calices.
Selon le Premier Livre des Rois chapitre 5 verset 13, le roi  Salomon a débuté la construction et a employé des milliers d’ouvriers pour tailler les pierres du temple. Le chapitre 6 donne une description précise de l’architecture du temple et de sa construction achevée après sept années,.

### Dédicace
Selon le Premier Livre des Rois chapitre 8, le roi Salomon a fait la dédicace du temple en parlant de son rôle particulier de lieu de prière pour le peuple .

### Pillage
Selon le Premier Livre des Rois chapitre 14, vers 927/926 av. J.-C., le pharaon égyptien Sheshonq Ier « prit les trésors de la maison de l’Éternel et les trésors de la maison du roi, il prit tout. Il prit tous les boucliers d’or que Salomon avait faits ».

### Destruction
Jérusalem, avec son Premier Temple, est détruite par Nabuchodonosor II en -586. Une partie de la population est exilée à Babylone. Mais la Babylonie s’effondre sous l’attaque de Cyrus II, fondateur de l’Empire perse, qui libère les prisonniers en -538 et autorise la reconstruction de l'édifice donnant ainsi naissance au second temple de Jérusalem.

## Archéologie
Aucun vestige archéologique du Premier Temple n'a été retrouvé, toutefois les archéologues israéliens Israël Finkelstein et Amihai Mazar ont émis l'hypothèse qu'il se situait sur la colline au nord de la ville de David, sur l'emplacement de l'actuel mont du Temple/esplanade des Mosquées. Cependant l'accès à la zone de son implantation supposée est impossible aux archéologues. Seules les fouilles sur d'autres sites (Megiddo, Ai, Arad, Shechem, Beth-Shean ou Hazor) peuvent permettre d'imaginer ce que pouvait être un temple en ce lieu. Selon David Ussishkin, à l'époque de David et Salomon (Xe siècle av. J.-C.), Jérusalem était une petite ville ou un village qui ne pouvait abriter qu'un temple modeste situé sur le mont Moriah. Il est difficile de savoir à partir de quand le temple a pu être construit, voire reconstruit à partir d'un sanctuaire plus ancien. Le plan du temple, tel qu'il est décrit dans le Premier Livre des Rois, peut être rapproché de prototypes de temples syriens du IXe siècle av. J.-C. Israel Finkelstein suggère donc que le temple a pu être édifié à cette époque, peut-être sous l'influence du royaume d'Israël alors en pleine expansion.
Sur trois sites, la forteresse d’Arad, Tel Beer Sheva et Lakish, on a constaté que des lieux de culte en activité à l'âge du fer ont été démantelés. Ce phénomène pourrait correspondre à une centralisation du culte au profit du temple de Jérusalem, volonté proclamée dans la Bible à l'époque des rois Ézéchias et Josias. L'interprétation des données archéologiques concernant ces réformes cultuelles ne sont cependant pas sans ambiguïté et l'idée d'une centralisation effective du culte dans le seul temple de Jérusalem reste débattue.
Parmi les ostraca d'Arad, l'ostracon 18 en hébreu mentionne la « maison de Yhwh » (byt yhwh). Cette expression fait peut-être référence au temple de Jérusalem, à moins qu'il ne s'agisse du temple local de Yahweh. Un article de la Biblical Archaeology Review paru en 1997 relate qu'un autre ostracon « récemment apparu sur le marché des antiquités » et daté de l'âge du fer II « semble être un reçu établi à l’occasion d’un don de trois sicles d’argent au Temple de Yahweh ». Cet ostracon pourrait être une autre référence au temple, mais une étude de 2005 estime qu'il s'agit d'un faux.
Une petite grenade en ivoire a aussi été mise en relation avec le temple de Salomon. Cet objet de 44 mm de haut a été repéré sur le marché des antiquités de Jérusalem en juin 1979 par André Lemaire. Sa provenance est inconnue. Elle porte une inscription fragmentaire en hébreu dont seules neuf lettres sont complètes et trois sont partielles. L'inscription en écriture paléo-hébraïque se lit « לבי...ה קדש כהנם (lby...h qdš khnm) » et peut être reconstituée « לבי[ת יהו]ה קדש כהנם (lbyt YHVH qdš khnm) », c’est-à-dire « sacré pour les prêtres de la maison de Yahweh ». Après sa découverte, l'écriture a été datée du VIIIe siècle av. J.-C. par André Lemaire et Nahman Avigad. Elle était considérée comme un objet authentique ayant servi au culte dans le temple de Jérusalem, peut-être pour orner l'extrémité d'un sceptre. Le musée d'Israël l'a acquise en 1988. Des expertises menées par l'autorité des antiquités d'Israël ont cependant conclu en 2004 et 2007 qu'il s'agissait d'un faux. La grenade serait ancienne, probablement de l'âge du bronze récent, mais l'inscription serait un ajout moderne,,. Ces conclusions restent contestées par André Lemaire.

## Franc-maçonnerie
L'agencement contemporain des temples maçonniques en France et dans le monde suit peu ou prou la même allégorie : celle du « temple de Salomon » tel que le relate le premier livre des Rois de la Bible (chap. 5-6-7) ainsi que le deuxième livre des Chroniques (3 et 4). L'orientation varie selon les rites.[source insuffisante].